# Olivér Nagy
Olivér Nagy (Pécs, 30 gennaio 1989) è un ex calciatore ungherese, di ruolo centrocampista.

## Carriera

### Club
Ha giocato nella massima serie dei campionati ungherese e rumeno.